# 参棕科
参棕科共有6属125种，分布在太平洋周边各地和非洲南部。中国只有一种积雪草（Centella asiatica (L.) Urb）分布在南方各地。
本科植物为灌木或草本；复叶无规则，类似棕榈；花排成伞状花序；果实为蒴果。

## 属
- 芹㰖屬 Apiopetalum
- 辐射芹属 Actinotus
- 积雪草属 Centella
- 参棕属 Mackinlaya
- 小肋芹 Micropleura

1981年的克朗奎斯特分类法将其列在伞形科中，属于伞形目，1998年根据基因亲缘关系分类的APG 分类法维持原分类，2003年经过修订的APG II 分类法认为应该单独分出一个科，但2006年12月20日新修订的结果是合并到伞形目中，单独列为参棕亞科（Mackinlayoideae）。